# Antônio Carlos Jobim & Sérgio Mendes
Antônio Carlos Jobim & Sérgio Mendes — випущений 1967 року лейблом Elenco спільний альбом у виконанні Антоніу Карлуса Жобіна та Сержіу Мендеса.
Антоніу Карлусу Жобіну належить авторство всіх пісень, за виключенням «Batida Diferente» Дюрваля Феррейра. У створенні альбому також взяли участь такі відомі виконавці, як Дорі та Данилу Кайммі, Філ Вудс, Гьюберт Лоуз і Арт Фармер. 
Дві композиції аранжовано Нельсоном Ріддлом, всі інші — Сержіу Мендесом.  Продюсером альбому виступив Алоїзіу ді Олівейра.

## Список композицій
| Трек | Назва                      | Автори                                                 | Тривалість |
| ---- | -------------------------- | ------------------------------------------------------ | ---------- |
| A1   | «Batida Diferente»         | Дюрваль Феррейра, Моріс Айнгорн                        | 3:23       |
| A2   | «Só Tinha De Ser Com Você» | Антоніу Карлус Жобін, Алоїзіу ді Олівейра              | 3:21       |
| A3   | «O Morro Não Tem Vez»      | Антоніу Карлус Жобін, Вінісіус ді Морайс               | 5:21       |
| A4   | «A Felicidade»             | Антоніу Карлус Жобін, Вінісіус ді Морайс               | 2:11       |
| A5   | «Só Danço Samba»           | Антоніу Карлус Жобін, Вінісіус ді Морайс               | 3:08       |
| B1   | «Samba Do Avião»           | Антоніу Карлус Жобін                                   | 2:11       |
| B2   | «Inútil Paisagem»          | Антоніу Карлус Жобін, Алоїзіу ді Олівейра, Рей Гілберт | 3:26       |
| B3   | «Água De Beber»            | Антоніу Карлус Жобін, Вінісіус ді Морайс               | 2:27       |
| B4   | «Viver Sonhando»           | Антоніу Карлус Жобін                                   | 4:13       |
| B5   | «Surfboard»                | Антоніу Карлус Жобін                                   | 2:25       |

## Виконавці
- Сержіу Мендес — аранжувальник, фортепіано (трек A1, A3, A5, B2, B4)
- Антоніу Карлус Жобін — гітара (трек A2, A3, A5, B1...B5), фортепіано (трек A2, B3)
- Данілу Кайммі — флейта (трек A2, B3)
- Гьюберт Лоуз — флейта (трек A3)
- Дорі Кайммі — гітара (трек A4)
- Філ Вудс — тенор-саксофон (трек A5, B4)
- Нельсон Ріддл — аранжувальник (трек B1, B5)
- Арт Фармер — труба (трек B2)

- Алоїзіу ді Олівейра — продюсер